# Portia (geslacht)
Portia is een geslacht van springspinnen, die zich voeden met andere spinnen. De verschillende soorten blijven echter klein en zijn aan hun prooien gewaagd. Veel soorten vermommen zich als een takje of lijken op het prooidier. Er zijn ongeveer vijftien soorten van het geslacht Portia te vinden in Afrika, Australië, China, Sri Lanka, India, de Filipijnen en Vietnam.
Volgens Kefyn Catley, arachnoloog en onderwijzer aan het American Museum of Natural History, is deze spin “de vreemdste van alle spinnen”. Portia's hebben net als alle springspinnen twee zeer goed ontwikkelde voor-middenogen waarmee ze kunnen rondkijken (door niet hun oog zelf maar hun netvlies te bewegen) en kleuren kunnen onderscheiden. Ze zijn zo in staat soortgenoten op ca 30 cm afstand als soortgenoten te herkennen.

## Jachttechnieken
In tegenstelling tot de meeste spinnen, die jagen op insecten, gebruikt Portia misleiding en mimicry om andere spinnen te vangen en op te eten. Soms imiteert ze een dier dat haar slachtoffer lekker vindt, zodat ze eenvoudig kan aanvallen. Vermomd als een hoop verscheurde, dode bladeren besluipt Portia haar slachtoffer bijna onmerkbaar. Soms imiteert het ook een insect dat in het web gevangen zit door aan het web te 'plukken'. Als de spin dan binnen bereik is, valt Portia aan.
Van deze spinnen is ook aangetoond dat ze omtrekkende bewegingen kunnen maken om via een andere route boven het web van hun beoogde slachtoffer uit te komen, om zich daarna te laten zakken. Het is verbazingwekkend hoe een dier met een centraal zenuwstelsel ter grootte van een zoutkorrel een uitgebreid repertoire aan aanvalstechnieken heeft kunnen ontwikkelen.

## Soorten
De volgende soorten zijn bij het geslacht ingedeeld:
- Portia africana (Simon, 1886)
- Portia albimana (Simon, 1900)
- Portia assamensis Wanless, 1978
- Portia crassipalpis (Peckham & Peckham, 1907)
- Portia fimbriata (Doleschall, 1859)
- Portia heteroidea Xie & Yin, 1991
- Portia hoggi Żabka, 1985
- Portia jianfeng Song & Zhu, 1998
- Portia labiata (Thorell, 1887)
- Portia orientalis Murphy & Murphy, 1983
- Portia quei Żabka, 1985
- Portia schultzi Karsch, 1878
- Portia songi Tang & Yang, 1997
- Portia strandi Caporiacco, 1941
- Portia taiwanica Zhang & Li, 2005
- Portia wui Peng & Li, 2002
- Portia zhaoi Peng, Li & Chen, 2003